# 1422

## أحداث
- حصار القسطنطينية في الفترة ما بين يونيو وأغسطس.
- 1 أبريل - برسباي، السلطان المملوكي الثاني والثلاثون يتولى عرش دولة المماليك.

## مواليد
- ابن أمير حاج

## وفيات
- هنري الخامس ملك إنجلترا